# Ulugan-Bucht
Die Ulugan-Bucht ist eine größtenteils von Land umschlossene Meeresbucht an der Nordküste der Gemeinde Puerto Princesa in der Provinz Palawan auf den Philippinen.
Sie ist eine Meeresausbuchtung im Süden des Südchinesischen Meeres und schneidet sich tief in die Landmasse der Insel Palawan ein. Sie markiert die schmalste Stelle der Insel. Nordöstlich der Bucht liegt der bekannte Puerto-Princesa-Subterranean-River-Nationalpark.
An der Küste wechseln sich hochaufragende Hügel, Strände und ausgedehnte Mangrovenwälder ab, denen zahlreiche Korallenriffe und kleinere Inseln vorgelagert sind. Die in den umliegenden Hügeln entspringenden Flüsse Banaog, Kamanglet, Sia, Buruang, Egdasen, Baheli und Kayubo münden in die Bucht. Der Tidenhub erreicht in der Bucht ca. 1,22 Meter. Die Küstenebene ist relativ schmal und erreicht selten mehr als einen Kilometer Breite.
Die Bucht hat ein tropisches Feuchtsavannenklima mit einer Trockenzeit von Januar bis April, der Rest des Jahres fallen zum Teil starke Niederschläge. Der mittlere Jahresniederschlag beträgt ca. 2200 mm/m². Die durchschnittlichen Monatstemperaturen erreichen im April mit 28,7 °C ihren Höchststand und der kühlste Monat ist der November mit 26,6 °C.